# ویژوی
ویژوی (به مجاری:  Vizsoly) یک شهرداری در مجارستان است که در بورشود-آبااوی-زمپلن واقع شده‌است. ویژوی ۱۸٫۴۱ کیلومتر مربع مساحت و ۹۱۷ نفر جمعیت دارد.